# Armatus
Armatus (macedónul: Арматуш, albánul Armatushi) település Észak-Macedóniában, a Pelagonijai körzet Novaci járásában.

## Népesség
| Lakosok száma | 74   | 94   | 55   | 31   | 34   | 40   | 39   | 41   | 32   |
|               | 1948 | 1953 | 1961 | 1971 | 1981 | 1991 | 1994 | 2002 | 2021 |

- 2002-ben 41 lakosa volt, akik közül 26 török és 15 albán.